# Kålsö
Kålsö este o arie protejată (arie specială de conservare — SAC, sit de importanță comunitară — SCI) din Suedia întinsă pe o suprafață de 205 ha, integral pe uscat.

## Localizare
Centrul sitului Kålsö este situat la coordonatele 58°56′57″N 17°38′57″E / 58.9492°N 17.6492°E.

## Înființare
Situl Kålsö a fost declarat sit de importanță comunitară în decembrie 1995 pentru a proteja un număr necunoscut de specii din flora spontană și fauna sălbatică aflate în arealul zonei. Situl a fost protejat și ca arie specială de conservare în martie 2011.

## Biodiversitate
Situată în ecoregiunile boreală și marină baltică, aria protejată conține 5 habitate naturale: Golfuri mici largi și golfuri puțin adânci, Păduri caducifoliate bătrâne naturale hemiboreale fino-scandinave (Quercus, Tilia, Acer, Fraxinus sau Ulmus) bogate în specii epifite, Pășuni din zone de pădure fino-scandinave, Pajiști fino-scandinave uscate până la mezice, bogate în specii de altitudine mică, Pășuni de coastă din Baltica boreală.
La baza desemnării sitului se află un număr nedeclarat de specii protejate.